# Cicho (singel Ewy Farnej)
Cicho – pierwszy singiel Ewy Farnej promujący jej drugą płytę Cicho. Polski tekst do singla został napisany przez Marka Dutkiewicza. Piosenka uzyskała tytuł Polskiego Hitu Lata 2009, podczas Sopot Hit Festiwal.

## Teledysk
Teledysk do utworu Cicho został nakręcony między 11 a 12 stycznia 2009 roku w Łodzi. Reżyserem i operatorem teledysku był Bartek Piotrowski.

## Notowania
| Lista                               | Pozycja |
| ----------------------------------- | ------- |
| MTV Maxxx Hits                      | 1       |
| VIVA Chart Surfer                   | 1       |
| VIVA PL TOP10                       | 3*      |
| VIVA Ringtone Charts                | 7*      |
| Teledyski INTERIA (Top 10 oglądane) | 4*      |
| Teledyski INTERIA (Top 10 oceniane) | 1       |
| Top 10 tygodnia MTV MAXXX hits      | 1       |
| VIVA NETCharts                      | 2       |
| VIVA Street Charts                  | 1       |
| MTV Top10 Most Popoular Videos      | 1       |
| MTV Top10 Most Downloadable Songs   | 1       |
| Top10 s2o.tv                        | 5       |
| Flipper BOX                         | 1       |
| Gorąca 20 Radia ESKA                | 1       |
| Radio WAWA                          | 3*      |
| Radio PiK                           | 4       |
| Katolickie Radio Ciechanów          | 1       |
| Katolickie Radio Podlasie           | 2       |
| Nasze Radio                         | 2       |
| Radio Kaszëbë                       | 1       |
| Radio „Znad Wilii”                  | 6       |
| Radio Bartoszyce                    | 1       |
| Radio Merkury                       | 1       |
| Radio RYTM                          | 1       |
| Radio Bielsko                       | 1       |
| Radio dla Ciebie                    | 15      |
| Radio RNP                           | 1       |
| Radio Mysłowice                     | 1       |
| NowaStacja                          | 1       |
| Radio IRN                           | 1       |
| Radio FTB                           | 1       |
| Radio Atut                          | 3       |
| Radio Holandia                      | 3*      |